# Lisunov Li-2
Lisunov Li-2, tên định danh ban đầu PS-84 (tên hiệu NATO: Cab), là một phiên bản sản xuất theo giấy phép của chiếc Douglas DC-3. Nó được sản xuất tại nhà máy GAZ-84 gần Moskva, và sau này là tại GAZ-34 ở Tashkent. Dự án được lãnh đạo bởi kỹ sư hàng không Boris Pavlovich Lisunov.

## Thiết kế và phát triển
Liên Xô nhận được chiếc DC-2 đầu tiên năm 1935. Dù tổng cộng 18 chiếc DC-3 đã được đặt hàng từ ngày 11 tháng 4 năm 1936, Liên Xô đã mua 21 chiếc DC-3 cho Aeroflot trước Thế chiến II. Thỏa thuận gồm một giấy phép tự do chế tạo ngày 15 tháng 7 năm 1936. Lisunov đã trải qua hai năm tại Douglas Aircraft Company, từ năm 1938 tới năm 1940 và chuyển đổi chiếc C-47 thành một phiên bản của Liên Xô, và được đặt tên định danh PS-84 - Passazhirskiy Samolyot 84, máy bay chở khách 84 (ví dụ sản xuất tại GAZ/Nhà máy số 84).
Dù có ý định ban đầu đưa vào một số thay đổi cần thiết cho thiết kế cơ bản, nhà máy GAZ-84 đã đưa ra 1,200 thay đổi kỹ thuật từ các bản vẽ của Douglas, và đây là một nhiệm vụ không hề đơn giản cho Vladimir Myasishchev để sửa đổi tất cả các đơn vị đo đạc của Mỹ sang hệ mét. Một số thay đổi là bắt buộc, như việc sử dụng các động cơ Shvetsov ASh-62IR của Nga.
Tiêu chuẩn thiết kế thực tiễn của Nga cũng đòi hỏi việc sử dụng các động cơ có thể đóng hoàn toàn kín, để đương đầu với các điều kiện nhiệt độ khắc nghiệt của Nga. Một sải cánh hơi ngắn hơn cũng được áp dụng nhưng nhiều sự sửa đổi khác không dễ dàng nhận biết như thế. Cửa hành khách được chuyển sang phía phải thân, với một cửa chất hàng mở phía trên ở phía trái thay cho cửa hành khách nguyên bản. Kết cấu tăng cường gồm lớp vỏ hơi nặng hơn bởi các khuôn vỏ theo hệ mét không hoàn toàn chính xác như tấm kim loại được sản xuất tại Mỹ. Các phần cứng theo hệ mét của Nga cũng khác biệt và nhiều kết cấu thép như cửa động cơ và càng đáp, bánh xe, lớp cũng khá khác so với thiết kế nguyên bản. Những sửa đổi sau này cho phép lắp đặt càng đáp trên tuyết trong trường hợp hoạt động ở vùng cực lạnh giá. Những chiếc PS-84 bắt đầu xuất xưởng tại GAZ-84 từ nănm 1939.
Một số phiên bản quân sự của Li-2 cũng có khoang chứa bom và cửa bụng, không giống phiên bản phát triển quân sự C-47 của DC-3.

## Lịch sử hoạt động
Ban đầu chiếc PS-84 hoạt động trong Aeroflot như một máy bay chở khách trước Thế chiến II. Khi Đức tấn công Liên Xô năm 1941 nhiều chiếc PS-84 được đưa vào hoạt động quân sự với tên định danh mới Lisunov Li-2 năm 1942. Các phiên bản quân sự được trang bị một súng máy 7.62 mm (.30 in) ShKAS, và sau này là một khẩu súng máy hạng nặng 12.7 mm (.50 in) UBK. Chiếc máy bay được sử dụng cho vận tải, cung cấp hậu cần cho du kích, ném bom, và cả như một máy bay cứu thương. Một phiên bản được đặt tên Li-2VV (Vojenny Variant = biến thể quân sự) có một chiếc mũi được thiết kế lại cho trang bị phòng vệ và có thể mang tới bốn quả bom dưới cánh. Những quả bom nhỏ hơn có thể được mang theo trong thân và được phi đội ném qua cửa chất hàng.
Tổng cộng 4,937 chiếc máy bay đã được sản xuất ở tất cả các phiên bản Li-2 từ năm 1940 tới năm 1954 và nó được sử dụng nhiều ở Đông Âu cho tới thập niên 1960. Những chiếc cuối cùng được sử dụng ở Trung Quốc và Việt Nam trong những năm 1980. Có nhiều phiên bản, gồm cả máy bay chở khách, chở hàng, vận tải quân sự, trinh sát, chụp ảnh trên không, thả dù, ném bom, và các biến thể ở độ cao lớn. Chiếc Li-2 cũng hoạt động nhiều trong Không quân Trung Quốc trong thập niên 1940 1950.

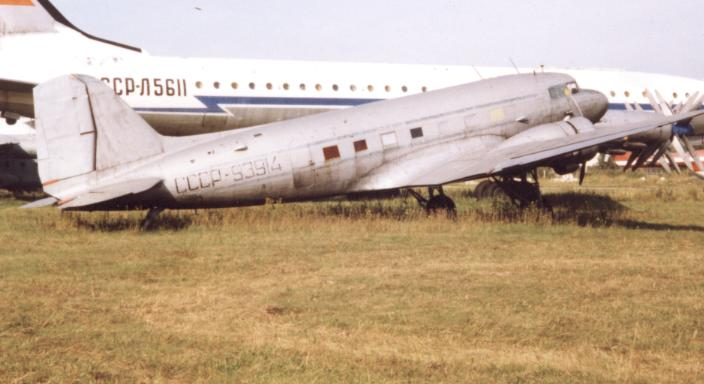
Chiếc Lisunov Li-2 thuộc Aeroflot tại Monino gần Moscow năm 1994

Nhiều hãng hàng không đã sử dụng Lisunov Li-2, trong số đó có Aeroflot, CAAK, CSA, LOT, Malév, Polar Aviation, TABSO và Tarom.
Chỉ có một chiếc Li-2 được bảo tồn ở tình trạng có thể hoạt động. Chiếc HA-LIX của Hungary được sản xuất năm 1949 tại Airframe Factory Nr.84 (GAZ-84) của Tashkent, với số serial 18433209 và vẫn bay phục vụ các tour ngoạn cảnh và thường xuyên tham gia các triển lãm hàng không.

## Biến thể
PS-84Phiên bản chở khách ban đầu, được trang bị 14-28 ghế. Sải cánh hơi nhỏ hơn và có trọng lượng rỗng thấp hơn, và cũng được trang bị các động cơ yếu hơn so với chiếc DC-3. Cửa chất hàng cũng được chuyển sang phía bên phải thân.
Li-2Máy bay vận tải quân sự với thiết bị phòng vệ (tên định danh bắt đầu từ ngày 17 tháng 9 năm 1942).
Li-2DPhiên bản chở lính dù (1942), với sản và tie-down tăng cường (hơi nhỏ hơn cửa chiếc C-47) ở phía trái.
Li-2PPhiên bản vận tải dân sự cơ bản.
Li-2PGPhiên bản "kết hợp" chở khách-chở hàng.
Li-2RPhiên bản "trinh sát", với các cửa sổ phình ra ở phía sau buồng lái.
Li-2VVPhiên bản ném bom (1942)
Li-2VPhiên bản do thám thời tiết ở độ cao lớn của Li-2, được trang bị các động cơ tăng nạp.
Li-3Phiên bản Nam Tư được trang bị các động cơ Pratt & Whitney R-1830 của Mỹ (tương tự với DC-3)
Li-2TMáy bay huấn luyện ném bom Ba Lan.

## Quốc gia sử dụng

Lisunov Li-2

### Quân sự
BulgariaKhông quân Bulgaria
 Tiệp KhắcKhông quân Tiệp Khắc
 Trung QuốcKhông quân Giải phóng Nhân dân
 HungaryKhông quân Hungary
 MadagascarKhông quân Madagascar
 Mông CổQuân đội Nhân dân Mông Cổ
 CHDCND Triều TiênKhông quân Nhân dân Triều Tiên
 LàoKhông quân Quân Giải phóng Nhân dân Lào
 Việt NamKhông quân Nhân dân Việt Nam
 Ba LanKhông quân Ba Lan
 RomâniaKhông quân Romania
 Liên XôKhông quân Liên Xô
 SyriaKhông quân Syria
 Nam TưKhông quân Nam Tư
- Trung đoàn Vận tải Hàng không số 1 (1945–1948)
- Trung đoàn Vận tải Hàng không số 119 (1948–1959, Li-3 1970)

### Dân sự
Trung QuốcChina National Aviation Corporation
 CzechoslovakiaCSA
 HungaryMalév
 CHDCND Triều TiênCAAK
 Ba LanLOT
 RomâniaTAROM
 Liên XôAeroflot

## Đặc điểm kỹ thuật (Li-2
- Phi đội: 5-6
- Sức chở: 24 hành khách
- Chiều dài 19.65 m (64 ft 5 in)
- Sải cánh: 28.81 m (94 ft 6 in)
- Chiều cao: 5.15 m
- Trọng lượng rỗng: 7,750 kg (17,485 lb)
- Trọng lượng chất tải: 10,700 kg (23,589 lb)
- Trọng lượng cất cánh tối đa: 11,280 kg (24,867 lb)
- Động cơ (cánh quạt): Shvetsov ASh-62IR
- Kiểu cánh quạt: 4 lá VISh-21
- Số động cơ: 2
- Công suất: 746 kW (1,000 hp)
- Tốc độ tối đa: 300 km/h (186 mph)
- Tốc độ bay thông thường: 245 km/h (152 mph)
- Tầm hoạt động: 1,100-2,500 km (685-1,550 mi)
- Trang bị vũ khí: 3 súng máy 7.62 mm (.30 in) ShKAS
1 súng máy 12.7 mm (.50 in) UBK
1,000 kg bom (chất tải bình thường)
2,000 kg (4,409 lb) bom (khoảng cách ngắn)